# Darko Macan
Darko Macan (Zagreb, 12. rujna 1966.), hrvatski romanopisac i autor stripa.

## Životopis
Diplomirao je povijest i arheologiju 1994. godine na zagrebačkom Filozofskom fakultetu, a pisanjem se profesionalno bavi od 1986. g.  Stripom se počeo baviti u osnovnoj školi, a profesionalno za vrijeme studija: u siječnju 1988. objavljuje prve gegove "Bočka" i prve stranice licencnog "Toma i Jerryja". Slijede, uz brojne kraće stripove, "Kolumbo" u Večernjem listu, "Salomon" u sarajevskoj Nedjelji, "Walter Egg" u Patku i Kvadratu, "Volim TV" u Glasu Slavonije, "Pirati" (prekrštavani u "Surfere" i "Hakere") u nekoliko časopisa te, od 1992., "Borovnica" u Modroj lasti. 
Usporedo s crtanjem, počinje pisati strip scenarije za domaće i inozemne izdavače. Među potonjima ističu se za nagradu Eisner nominirani "Grendel Tales" (s crtežima Edvina Biukovića) te scenariji u okviru serija "Tarzan" (crteži Igora Kordeja), "Star Wars", "Hellblazer", "Sandman Presents", "Captain America", "Soldier X", "Donald Duck" i "Mickey Mouse". Od scenarija za hrvatsko tržište valja spomenuti serijale "Svebor i Plamena" (u Modroj lasti, crteži Gorana Sudžuke i Matije Pisačića), "Saša" (u Frci, crteži Gorana Sudžuke i Roberta Solanovića), "Komarac" (u Zvrku, crteži Štefa Bartolića), "Mister Mačak" (u Prvom izboru, crteži Roberta Solanovića) te "Dick Long" (U Playboyu, crteži Štefa Bartolića). Godine 1995. dobio je dvije nagrade vinkovačkog Salona stripa za scenarij, a 2001. g. je bio još jednom nominiran za Eisnera, za kratku priču "A Prayer to the Sun" (crteži Edvina Biukovića). Paralelno se baveći prozom, Macan je objavio četrdesetak priča (većinom žanra znanstvene fantastike), za koje je četiri puta nagrađen nagradom SFERA. S Tatjanom Jambrišak uredio je sedam zbirki hrvatske znanstvene fantastike. Piše romane za djecu od kojih je prvi, "Knjige lažu!" dobio državnu nagradu "Grigor Vitez" kao najbolja knjiga za djecu, a 2008. godine dobio je SFERU za roman "Dlakovuk".
Urednik je strip časopisa Q strip.

## Nagrade
- 1994. Nagrada SFERA za najbolju priču Mihovil Škotska Snježnica 1995. Nagrada SFERA za najbolju kratku priču Pročitaj i daj dalje
- 1995. Dvije nagrade Salona stripa Vinkovci za najbolji strip-scenarij Strossmayer – sve za vjeru i domovinu
- 1997. Nagrada Grigor Vitez za najbolji dječji roman Knjige lažu
- 2001. Nagrada SFERA za najbolji roman Koža boje masline
- 2003. Nagrada SFERA za najbolji dječji roman Pavo protiv Pave
- 2005. Nagrada Grigor Vitez za najbolji dječji roman Žuta minuta: rock’n’roll bajka
- 2008. Nagrada SFERA za najbolji dječji roman Dlakovuk
- 2010. Nagrada Artefakt (nagrada publike za najbolje djelo objavljeno u 2009. godini) za zbirku 42 / Čitaj i šalji dalje

## Vanjske poveznice
- Nagrada SFERA
- www.darkomacan.com